# یولیا گارایوا
یولیا گارایوا (روسی: Юлия Равильевна Гараева؛ زادهٔ ۲۷ ژوئیهٔ ۱۹۶۸) ورزشکار شمشیربازی اهل روسیه است.
وی در مسابقات کشوری و بین‌المللی در مجموع برندهٔ ۱ مدال برنز شده‌است.